# Pristava (Tržič)
Pristava is een plaats in Slovenië en maakt deel uit van de gemeente Tržič in de NUTS-3-regio Gorenjska. De plaats telde 899 inwoners op 1 januari 2020.